# Томас Уиндинг
Томас Уиндинг (на датски: Thomas Winding) (роден на 4 октомври 1936 г. в Копенхаген, починал на 5 юли 2008 г.) е датски писател и радио и телевизионен продуцент.
Особено е известен с гласа си, който е почти емблематичен сред децата от 1970-те и 80-те години на XX век. Той е разказвач във филмите си Super Carla, където дъщеря му Сара е герой, и в датските версии на филмите Emil fra Lønneberg и Alfons Åberg.
Уиндинг е също така сред създателите на детския сериал Bamse og Kylling.
Син е на писателя Оле Уиндинг (5 февруари 1906 г. – 31 август 1985 г.) и Аасе Текла Уиндинг, родена Франдсен. Томас е женен 5 пъти: за Вибеке (Бъсър) Туксен от 1956 г., за Рике Фог от 1961 г., за Лулу Гоген от 1962 г., за Елин Бинг от 1972 г. и за Ан Кирстен Виктория (Биби) Молинг от 1992 г.
Баща е на Каспер Уиндинг (Вибеке), Алберте Уиндинг (Лулу), Сара Уиндинг (Вибеке) и Кристиан Уиндинг (Рике).

## Кариера
Уиндинг започва своята артистична кариера на осемгодишна възраст като балетно дете в Кралското балетно училище, но спира след година. През 1956 - 1958 г. е студент в Художествената академия, а през 1958 - 1961 г. е карикатурист на Social-Demokraten (по-късно Aktuelt). Никога не изоставя визуалните изкуства, но се отличава преди всичко като писател, оратор и продуцент.
През 1963 – 1983 г. работи като сценарист и телевизионен продуцент в детско-юношеския отдел на ДР. Според собственото му изявление се е опитал да им продаде правата да четат книгите му по радиото, но тъй като DR не смята, че могат да си позволят да купят правата и да наемат четец, Уиндинг трябвало сам да ги прочете. Уиндинг няма професионален опит в четенето; така или иначе се оказва голям успех и той става постоянен служител в Данмарк Радио (DR). Успява в DR да помогне за разработването на Bamses Billedbog, Tyllefyllebølleby и Se Hundested og gø. Сътрудничи с Young Flowers в телевизионния сериал Blomsterpistolen и заедно с Петер Ингеман пише песента Oppe i træet, което може да се намери в първия албум на Young Flowers на Blomsterpistolen. Прави оформлението за второто издание на групата Young Flowers No. 2.
От 1984 до 1988 г. е гимназиален учител и директор на гимназия в Ærø, а през 1993 – 1994 г. е преподавател в Европейския филмов колеж в Ебелтофт. През 1996 г. става консултант в Датския филмов институт.
През 2003 г. Уиндинг участва във видео от Пътната дирекция и Съвета за по-голяма пътна безопасност, където чете история за семейна двойка, която кара погрешно с фатални последици. Във видеото се възползва от факта, че гласът му, особено познат от приятните детски приказки, създава контраст с насилствените кадри от автомобилната катастрофа.
Томас Уиндинг се появява като гост в сатиричната програма De Uaktuelle Nyheder на DR2, където фокусът е върху добре познатия му глас.

## Избрана библиография
- Исторически опит (дебютна книга), 1967. Разкази.
- Always trouble with Oda, 1980. Детска книга.
- Вик и вой Вили, 1982. Детска книга.
- Сбогом, аз съм Кърт, 1984. Детска книга.
- Не, не съм плюшено мече от телевизията, 1987 г. Детска книга.
- Нов и по-добър свят, 1987. Детска книга.
- Кутия с картинки, 1987 г. Детска книга.
- Моето малко куче Господарят и други животни, 1988 г. Детска книга.
- Господар на моето малко куче в нощта, 1991. Детска книга.
- Супер Карла, 1991. Детска книга. Въз основа на телевизионния сериал от 1968 г.
- Баба в рая, 1993. Детска книга.
- Когато Кнуд избра балета. 1997 г.

## Награди
- Награда за детска книга на Министерството на културата на Дания (1991) за Min lille hund Mester и Mester min lille hund i natt
- Датска награда за учители (1996)